# الهارتسبرگ
الهارتسبرگ (به آلمانی: Allhartsberg) یک شهر بازاری و municipality of Austria در اتریش است که در بخش امستیتن واقع شده‌است.